# Champigny (Marne)
Pour les articles homonymes, voir Champigny.
Champigny, également appelée Champigny-sur-Vesle, est une commune française située à l'ouest de Reims dans le département de la Marne, en région Grand Est.

## Géographie

### Situation
La commune est traversée par la Vesle.
| Châlons-sur-Vesle     | Merfy     |                        |
| Thillois, vers Muizon | Champigny | Saint-Brice-Courcelles |
|                       | Thillois  | Tinqueux               |

### Transports
La commune est desservie par la ligne  bus    1  (Champigny Croix Blanche ↔ Ccial Cernay) du réseau de transports en commun de l'agglomération CITURA qui la relie aux communes de Thillois, Tinqueux et Reims.

### Hydrographie

#### Réseau hydrographique
La commune est dans la région hydrographique « la Seine du confluent de l'Oise (inclus) à l'embouchure » au sein du bassin Seine-Normandie. Elle est drainée par la Vesle et divers bras la Vesle,.
La Vesle, d'une longueur de 139 km, prend sa source dans la commune de Somme-Vesle et se jette  dans l'Aisne à Ciry-Salsogne, après avoir traversé 52 communes. Les caractéristiques hydrologiques de la Vesle sont données par la station hydrologique située sur la commune de Champigny. Le débit moyen mensuel est de 3,28 m3/s. Le débit moyen journalier maximum est de 27,1 m3/s, atteint lors de la crue du 31 mai 2016. Le débit instantané maximal est quant à lui de 48,5 m3/s, atteint le 30 septembre 2017.
De fortes précipitations peuvent provoquer la saturation de la nappe phréatique sous la commune, comme ce fut le cas en juillet 2021. 

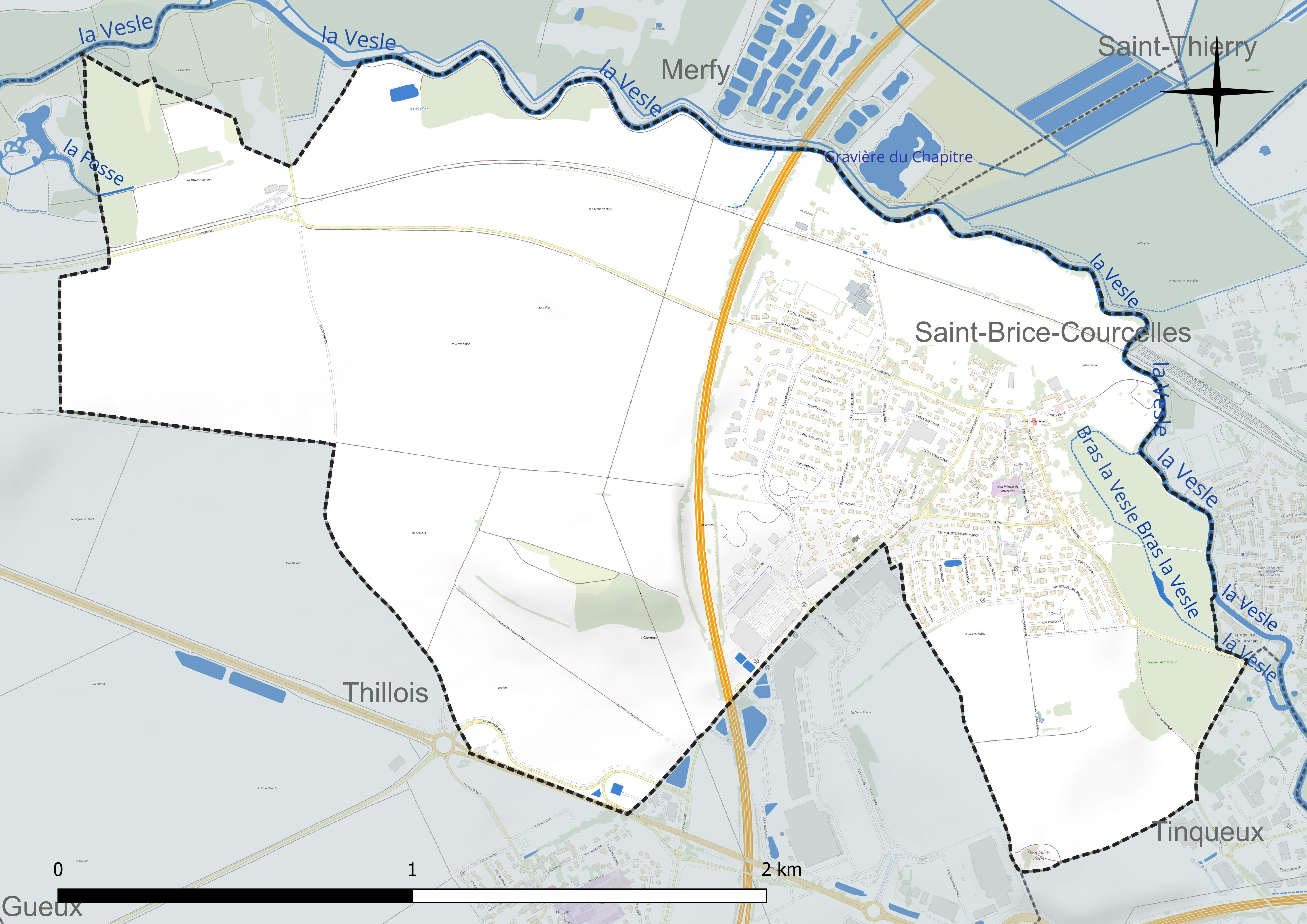
Réseau hydrographique de Champigny.

#### Gestion et qualité des eaux
Le territoire communal est couvert par le schéma d'aménagement et de gestion des eaux (SAGE) « Aisne Vesle Suippe ». Ce document de planification, dont le territoire s’étend sur 3 096 km2 répartis sur trois départements (Aisne, Marne et Ardennes) et deux régions (Champagne-Ardenne et Picardie), a été approuvé le 16 décembre 2013. La structure porteuse de l'élaboration et de la mise en œuvre est le Syndicat d’aménagement des bassins Aisne Vesle Suippe (SIABAVES). 
La qualité des cours d’eau peut être consultée sur un site dédié géré par les agences de l’eau et l’Agence française pour la biodiversité. 

### Climat
Pour des articles plus généraux, voir Climat du Grand Est et Climat de la Marne.
En 2010, le climat de la commune est de type climat océanique dégradé des plaines du Centre et du Nord, selon une étude du Centre national de la recherche scientifique s'appuyant sur une série de données couvrant la période 1971-2000. En 2020, Météo-France publie une typologie des climats de la France métropolitaine dans laquelle la commune est exposée à un climat océanique altéré et est dans la région climatique  Nord-est du bassin Parisien, caractérisée par un ensoleillement médiocre, une pluviométrie moyenne régulièrement répartie au cours de l’année et un hiver froid (3 °C). 
Pour la période 1971-2000, la température annuelle moyenne est de 10,3 °C, avec une amplitude thermique annuelle de 15,6 °C. Le cumul annuel moyen de précipitations est de 671 mm, avec 11,4 jours de précipitations en janvier et 8,4 jours en juillet. Pour la période 1991-2020, la température moyenne annuelle observée sur la station météorologique de Météo-France la plus proche, « Chambrecy-Civc », sur la commune de Chambrecy à 14 km à vol d'oiseau, est de 10,7 °C et le cumul annuel moyen de précipitations est de 734,0 mm. 
La température maximale relevée sur cette station est de 40,3 °C, atteinte le 25 juillet 2019 ; la température minimale est de −22,1 °C, atteinte le 17 janvier 1985,,. 
Les paramètres climatiques de la commune ont été estimés pour le milieu du siècle (2041-2070) selon différents scénarios d'émission de gaz à effet de serre à partir des nouvelles projections climatiques de référence DRIAS-2020. Ils sont consultables sur un site dédié publié par Météo-France en novembre 2022.

## Urbanisme

### Typologie
Au 1er janvier 2024, Champigny est catégorisée ceinture urbaine, selon la nouvelle grille communale de densité à sept niveaux définie par l'Insee en 2022.
Elle appartient à l'unité urbaine de Reims, une agglomération intra-départementale regroupant neuf  communes, dont elle est une commune de la banlieue,,. Par ailleurs la commune fait partie de l'aire d'attraction de Reims, dont elle est une commune de la couronne,. Cette aire, qui regroupe 294 communes, est catégorisée dans les aires de 200 000 à moins de 700 000 habitants,.

### Occupation des sols
L'occupation des sols de la commune, telle qu'elle ressort de la base de données européenne d’occupation biophysique des sols Corine Land Cover (CLC), est marquée par l'importance des territoires agricoles (73,6 % en 2018), en diminution par rapport à 1990 (80,8 %). La répartition détaillée en 2018 est la suivante : 
terres arables (64,8 %), zones urbanisées (19 %), zones agricoles hétérogènes (8,8 %), forêts (4,3 %), zones humides intérieures (3,1 %). L'évolution de l’occupation des sols de la commune et de ses infrastructures peut être observée sur les différentes représentations cartographiques du territoire : la carte de Cassini (XVIIIe siècle), la carte d'état-major (1820-1866) et les cartes ou photos aériennes de l'IGN pour la période actuelle (1950 à aujourd'hui).

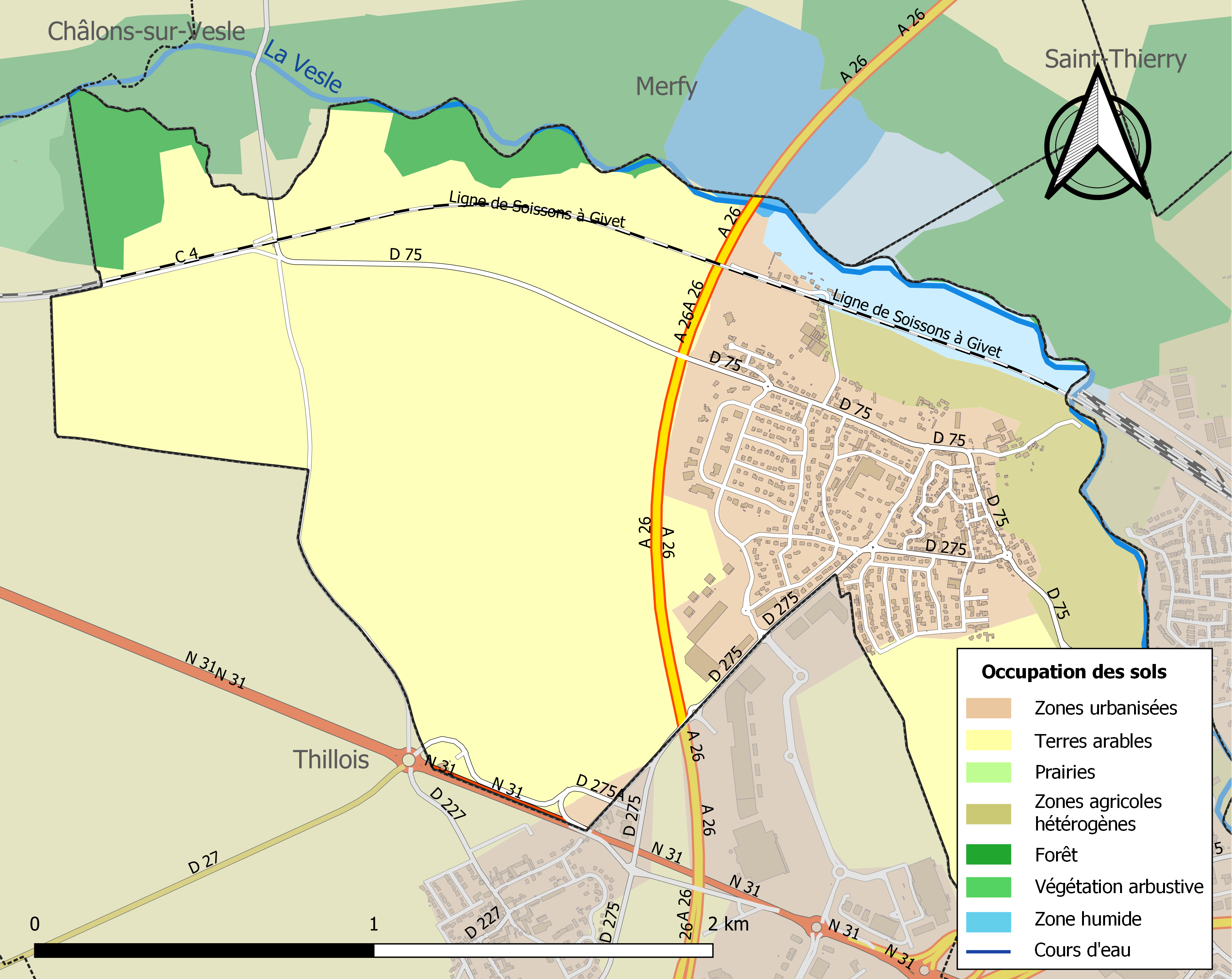
Carte des infrastructures et de l'occupation des sols de la commune en 2018 (CLC).

## Toponymie
Le nom de la localité est attesté sous les formes Villa quæ dicitur Campaniaca, super fluvium Vidulam (vers 940) ; Villa Campiniaci (1067) ; Campiniaca villa (vers 1067) ; Campaniacum (1180) ; Champigniacum (1204) ; Champigneium (1226) ; Champigni (1244) ; Campeneyum juxta Remis (1258) ; Champigny, Champigney (1261) ; Champigni de lez Rains (1263) ; Champaigni (vers 1274) ; Champigniacum (1294) ; Campigniacum (1299) ; Champigneyum (1305) ; Champigny prope Remos (1340).

Le mot Champigny provient de *Campaniacum, formé avec le suffixe d'origine gauloise -acum.

## Histoire

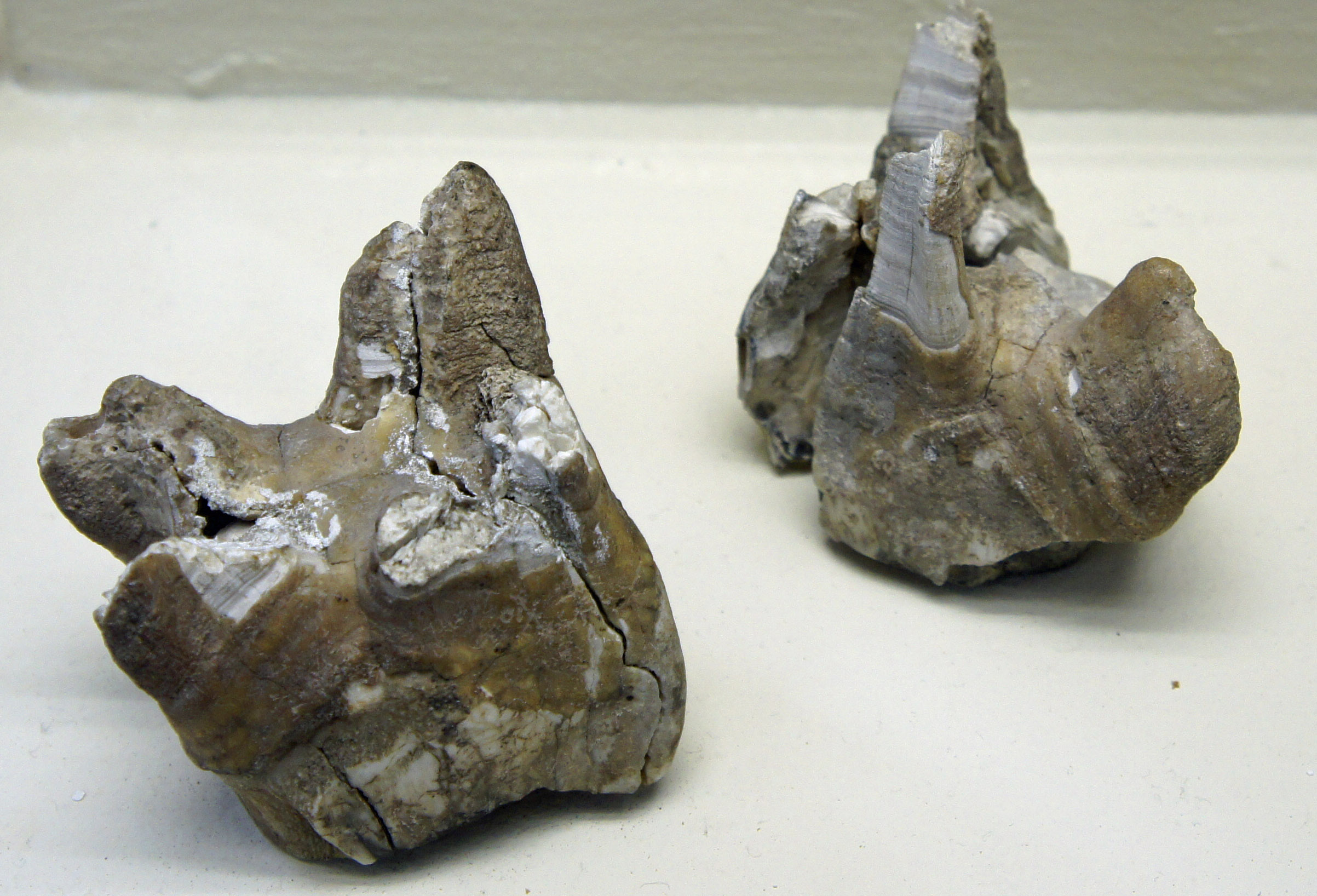
Molaire de Rhinocéros laineux trouvée à Champigny, Musée Saint-Remi de Reims.

En 1789, la commune compte 73 habitants pour 24 foyers. Sur ses terres sont principalement cultivés du froment, du seigle, de l’orge, de l’avoine, du sarrasin…
Napoléon Ier dirigea depuis le mont Saint-Pierre la reprise de Reims le 13 mars 1814 (bataille de Reims). Une stèle se trouve sur ce lieu.
En 1855, la route empierrée reliant Champigny à Saint-Brice-Courcelles est construite. En 1869, la première Mairie-école ouvre (détruite lors de la Première Guerre mondiale). La ville compte alors 153 habitants. En 1905, un dolmen néolithique est retrouvé dans les sols de la commune. Des ossements sont trouvés à l'intérieur du monument. Le dolmen disparaît complètement des inventaires lors de la Première Guerre mondiale.
La commune est décorée de la Croix de guerre 1914-1918 le 30 mai 1921.
En 1923, la société des Tuileries et briqueterie de la Marne obtient l'autorisation sur 99 ans de construire une voie ferrée pour relier son usine au réseau ferré Saint-Brice-Courcelles, voie qui passe sur un pont de bois de 60 cm de large au-dessus de la Marne (ce dernier s'écroule en 1960). La même année, la municipalité engage la construction de la Mairie-école, l'ancienne mairie ayant été détruite pendant de la guerre. En 1925, le monument aux morts est inauguré sur la place centrale de la commune.
Lors d'une fouille archéologique effectuée en 2020, les squelettes de 5 soldats allemands sont découverts dans les sols de la commune.

## Politique et administration

### Intercommunalité
La commune, antérieurement membre de la communauté de communes Champagne Vesle, puis de Reims Métropole en 2014 est désormais membre de la communauté urbaine du grand Reims depuis le 1er janvier 2017.

## Démographie
L'évolution du nombre d'habitants est connue à travers les recensements de la population effectués dans la commune depuis 1793. Pour les communes de moins de 10 000 habitants, une enquête de recensement portant sur toute la population est réalisée tous les cinq ans, les populations de référence des années intermédiaires étant quant à elles estimées par interpolation ou extrapolation. Pour la commune, le premier recensement exhaustif entrant dans le cadre du nouveau dispositif a été réalisé en 2008.

En 2022, la commune comptait 1 616 habitants, en évolution de +12,53 % par rapport à 2016 (Marne : −1,19 %, France hors Mayotte : +2,11 %).
| 1793 | 1800 | 1806 | 1821 | 1831 | 1836 | 1841 | 1846 | 1851 |
| ---- | ---- | ---- | ---- | ---- | ---- | ---- | ---- | ---- |
| 70   | 103  | 90   | 110  | 202  | 194  | 194  | 145  | 152  |

| 1856 | 1861 | 1866 | 1872 | 1876 | 1881 | 1886 | 1891 | 1896 |
| ---- | ---- | ---- | ---- | ---- | ---- | ---- | ---- | ---- |
| 170  | 170  | 187  | 170  | 162  | 167  | 223  | 238  | 171  |

| 1901 | 1906 | 1911 | 1921 | 1926 | 1931 | 1936 | 1946 | 1954 |
| ---- | ---- | ---- | ---- | ---- | ---- | ---- | ---- | ---- |
| 204  | 189  | 178  | 242  | 326  | 453  | 332  | 320  | 369  |

| 1962 | 1968 | 1975 | 1982 | 1990 | 1999 | 2006  | 2008  | 2013  |
| ---- | ---- | ---- | ---- | ---- | ---- | ----- | ----- | ----- |
| 490  | 536  | 478  | 764  | 887  | 946  | 1 195 | 1 266 | 1 368 |

| 2018  | 2022  | - | - | - | - | - | - | - |
| ----- | ----- | - | - | - | - | - | - | - |
| 1 550 | 1 616 | - | - | - | - | - | - | - |

## Culture et patrimoine

### Lieux et monuments

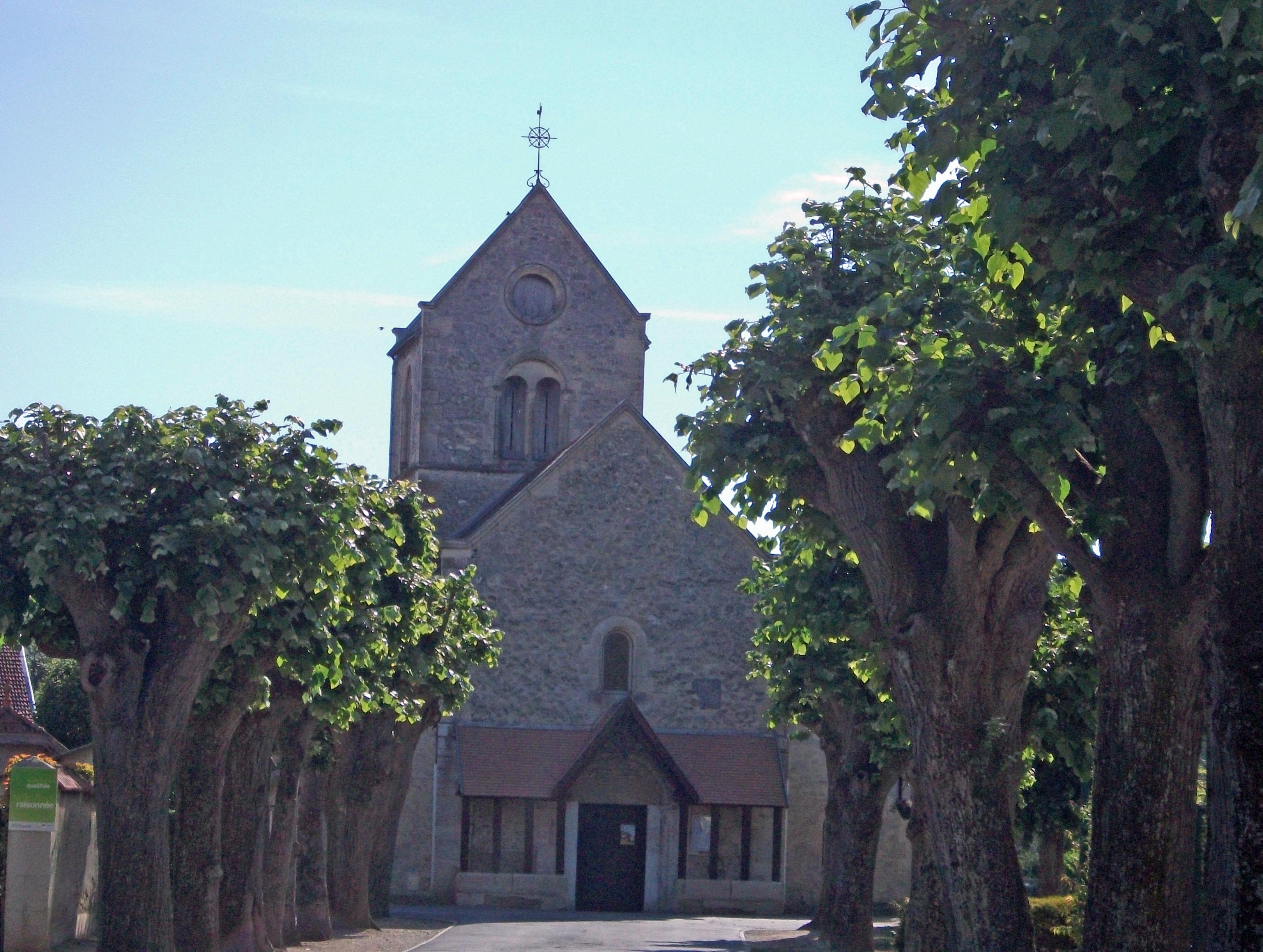
L'église Saint-Théodulphe.
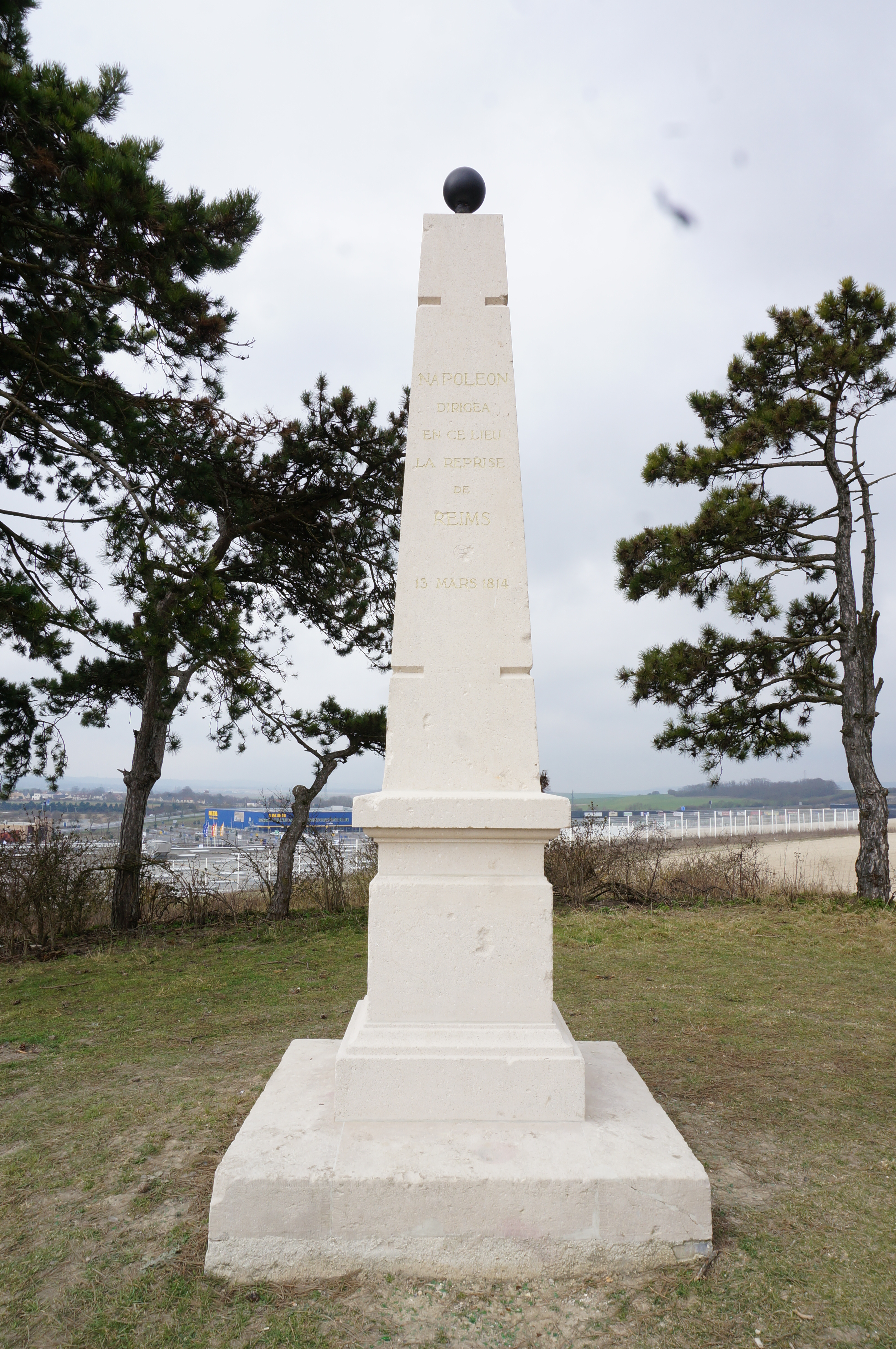
Monument du Mont-Saint-Pierre.

- L'église Saint-Théodulphe.
- Le Mont Saint-Pierre.
- Le château des Charmettes.

### Personnalités liées à la commune
- Napoléon Ier (1769-1821).
- Edouard Redont (1862-1942), architecte paysagiste.
- Georges Baussonet (1577 - 1644), architecte, dessinateur, graveur, poète[39].

### Sports
Le club de football de la ville est l'AS Champigny. En 2017, la direction du club se plaint du manque d'implication de la commune dans le maintien de l'AS Champigny.